# Sterictopsis divergens
Sterictopsis divergens är en fjärilsart som beskrevs av Goldfinch 1929. Sterictopsis divergens ingår i släktet Sterictopsis och familjen mätare. Inga underarter finns listade i Catalogue of Life.